# International Institute for Management Development
International Institute for Management Development (IMD) este o instituție de învățământ de afaceri din Lausanne, Elveția, înființată în anul 1990 ca fundație non-profit. Este considerată ca fiind cea mai bună școală de afaceri din lume. IMD are programe de pregătire pentru MBA și EMBA.
Instituția publică anual, începând din anul 1990, clasamentul mondial al competitivității care analizează țările în funcție de performanțele lor economice, de eficiența guvernării, a lumii afacerilor și a infrastructuriiț.